# Capacità di un insieme
La capacità di un insieme, in matematica, indica la capacità della medesima in uno spazio euclideo è la misura della sua "grandezza".
A differenza, ad esempio, della misura di Lebesgue, che misura l'estensione fisica dell'insieme (intesa, a seconda del numero delle dimensioni, come lunghezza, area, o volume), essa è l'analogo concetto, in termini matematici, della capacità di un insieme di contenere carica elettrica. In termini più precisi, è la capacitanza di un insieme: la carica totale contenuta da un insieme tenuto a una data energia potenziale. L'energia potenziale è calcolata facendo riferimento a varie condizioni al contorno: rispetto a un ideale potenziale di terra che sia nullo all'infinito, per la capacità newtoniana (o armonica); con riferimento a una superficie che contiene l'insieme per la capacità di condensatore.

## Nota storica
Il concetto di capacità di un insieme e di insiemi "capacitabili" fu introdotta da Gustave Choquet nel 1950: un resoconto storico dettagliato dello sviluppo della teoria da parte di chi ne fu il fondatore, e uno dei maggiori contributori, è contenuto nel volume Choquet, 1986, citato in bibliografia.

## Definizioni

### Capacità di condensatore
Nello spazio euclideo n-dimensionale ℝn, con n ≥ 3, sia Σ una ipersuperficie (n − 1)-dimensionale chiusa, liscia; K denoterà l'insieme n-dimensionale compatto (vale a dire, chiuso e limitato, nella ordinaria topologia di ℝn) che costituisce la frontiera di Σ .  Sia S una ipersuperficie (n − 1)-dimensionale che racchiude Σ: con riferimento all'origine dei concetti nella teoria dell'elettromagnetismo, la coppia (Σ, S) è chiamata condensatore.  La  capacità di condensatore di Σ relativamente a S, indicata con C(Σ, S), o cap(Σ, S), è data dall'integrale di superficie:
{\displaystyle C(\Sigma ,S)=-{\frac {1}{(n-2)\sigma _{n}}}\int _{S'}{\frac {\partial u}{\partial \nu }}\,\mathrm {d} \sigma ',}
dove:
- u è la funzione armonica (unica) definita sulla regione D compresa tra Σ e S con le seguenti condizioni al contorno: u(x) = 1 su Σ e u(x) = 0 su S;
- S′ è una qualsiasi superficie intermedia che tra Σ e S;
- ν è campo vettoriale costituito dal vettore unitario normale alla superficie S′ e

{\displaystyle {\frac {\partial u}{\partial \nu }}(x)=\nabla u(x)\cdot \nu (x)}
è la derivata direzionale di u in direzione perpendicolare attraverso S′ e
- σn = 2πn⁄2 ⁄ Γ(n ⁄ 2) è l'area superficiale della sfera unitaria in ℝn.

C(Σ, S) può essere definita, in modo equivalente, dall'integrale di volume
{\displaystyle C(\Sigma ,S)={\frac {1}{(n-2)\sigma _{n}}}\int _{D}|\nabla u|^{2}\mathrm {d} x.}
La capacità di condensatore può essere caratterizzata anche in termini variazionali: C(Σ, S) è l'estremo inferiore per il funzionale dell'energia di Dirichlet
{\displaystyle I[v]={\frac {1}{(n-2)\sigma _{n}}}\int _{D}|\nabla v|^{2}\mathrm {d} x}
su tutte le funzioni infinitamente differenziabili v su D con v(x) = 1 su Σ e v(x) = 0 su S.

### Capacità armonica (o newtoniana)
Da un punto di vista euristico, la capacità armonica di K, la regione racchiusa da Σ, può essere trovata prendendo la capacità di condensatore di Σ rispetto all'infinito. In termini più precisi, sia u la funzione armonica definita sul complemento di K che soddisfi le condizioni al contorno u = 1 su Σ e u(x) → 0 quando x → ∞. Definita in questo modo, u è il potenziale newtoniano di singolo strato Σ. Allora, la capacità armonica of K (detta anche capacità newtoniana), denotata con C(K), o cap(K), è così definita:
{\displaystyle C(K)=\int _{\mathbb {R} ^{n}\setminus K}|\nabla u|^{2}\mathrm {d} x.}
Se S è una ipersuperficie rettificabile che racchiude interamente K, allora la capacità armonica può essere riscritta, in modo equivalente, come l'integrale su S della derivata normale u:
{\displaystyle C(K)=\int _{S}{\frac {\partial u}{\partial \nu }}\,\mathrm {d} \sigma .}
La capacità armonica può essere anche interpretata come limite della capacità di condensatore. Vale a dire, se si indica con Sr la sfera di raggio r centrata sull'origine di ℝn, siccome K (essendo compatto) è limitato, esisterà un r grande a sufficienza per il quale Sr racchiuderà completamente K. In tal caso, (Σ, Sr) formerà una coppia condensatore. La capacità armonica può essere vista, allora, come il limite quando r tende all'infinito:
{\displaystyle C(K)=\lim _{r\to \infty }C(\Sigma ,S_{r}).}
La capacità armonica è un'astrazione matematica della capacità elettrostatica del conduttore K ed è sempre non negativa e finita: 0 ≤ C(K) < +∞.

## Generalizzazioni
La caratterizzazione della capacità di un insieme quale minimo di un funzionale di energia che assume particolari valori sulla frontiera, come definita in precedenza, può essere estesa ad altri funzionali di energia del calcolo delle variazioni.

### Operatori ellittici in forma di divergenza
le soluzioni di equazione differenziale alle derivate parziali di tipo ellittico in forma di divergenza
{\displaystyle \nabla \cdot (A\nabla u)=0}
sono le funzioni che minimizzano il funzionale di energia associato
{\displaystyle I[u]=\int _{D}(\nabla u)^{T}A(\nabla u)\,\mathrm {d} x}
con opportune condizioni al contorno.
La capacità di un insieme E rispetto a un dominio D contenente E è definita come l'estremo inferiore dell'energia su tutte funzioni infinitamente differenziabili v definite si D con v(x) = 1 su E e v(x) = 0 sulla frontiera di D.
L'energia minima è raggiunta da una funzione conosciuta come potenziale capacitario di E rispetto a D, e risolve il problema dell'ostacolo su D con la funzione ostacolo data dalla funzione indicatrice di E. Il potenziale capacitario può essere caratterizzato, in modo alternativo, come l'unica soluzione dell'equazione con opportune condizioni al contorno.